# Ayres Antonio da Silva
Ayres Antonio da Silva (Lisboa, 1700 - [...?]), fou un músic portuguès.
Revel·là gran precocitat per aquesta art i cursà els seus estudis en la Congregació de l'Oratori, llicenciant-se de batxiller en arts a la Universitat de Coïmbra. El 1723 realitzà un viatge a París i diverses ciutats espanyoles.
Se li deuen diverses misses, un Te Deum i diverses composicions religioses.